# 阿姆埃特斯贝格
阿姆埃特斯贝格（德語：Am Ettersberg，發音：[am ˈʔɛtɐsˌbɛʁk]，意为“在埃特斯山麓”）是德国图林根州魏玛地区县的市镇，面积92.44平方千米，2023年12月31日人口为7,070人。该市镇于2019年1月1日由市镇贝尔施泰特、布特尔施泰特、大奥布林根、海谢尔海姆、小奥布林根、克劳特海姆、拉姆斯拉、萨克森豪森、施韦尔施泰特、菲帕赫埃德尔豪森和沃尔斯博恩合并而成。